# ローレン・ハリス

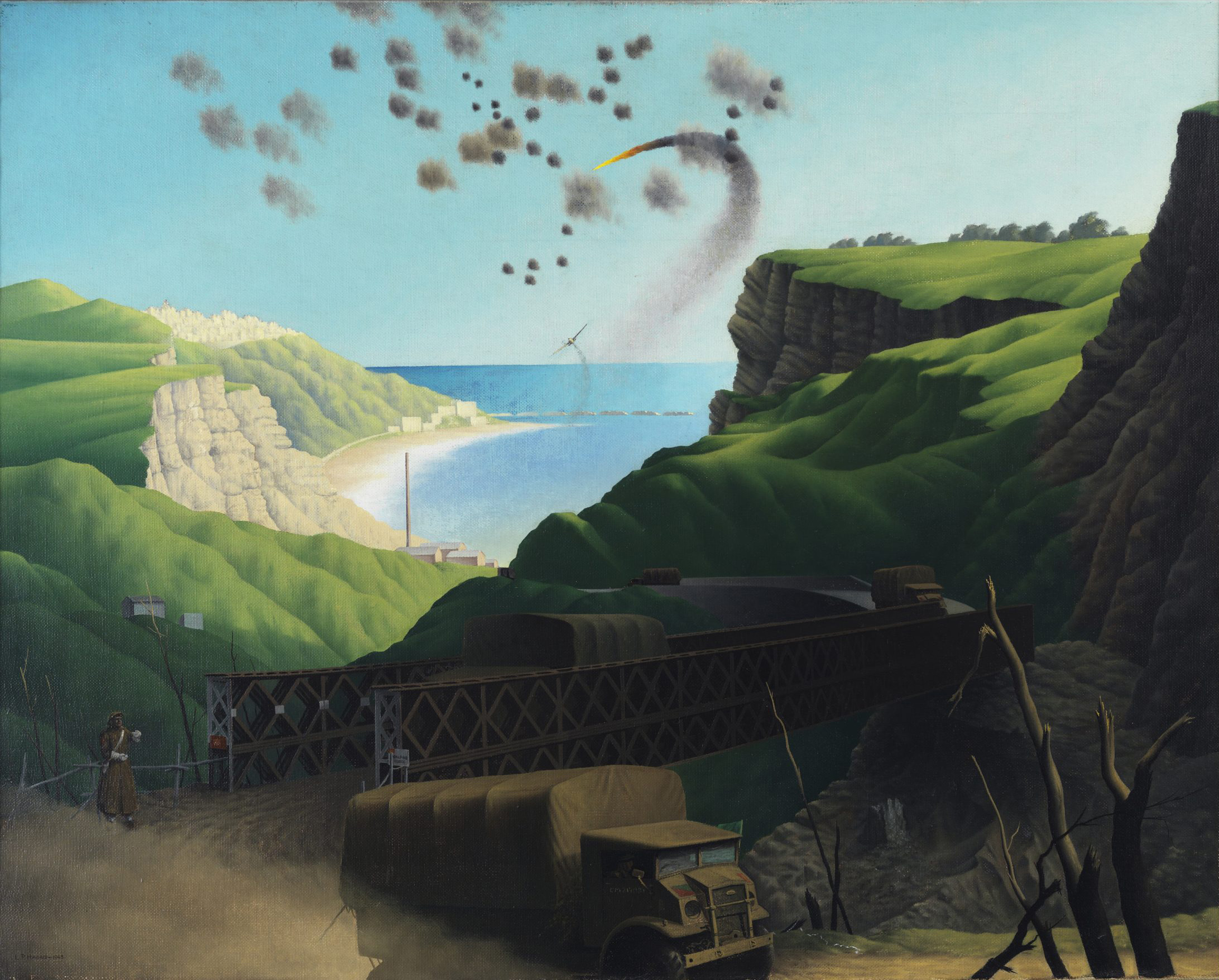
第2次世界大戦中のローレン・ハリスの戦争画、イタリアのオルトーナ海岸の対空戦

ローレン・ハリス（Lawren Stewart Harris CC、1885年10月23日 – 1970年1月29日）はカナダの画家である。カナダの前衛的な風景画を描いた美術家グループ「グループ・オブ・セブン」の結成の中心的な役割を果たした。

## 略歴
オンタリオ州のブラントフォードに生まれた。父親はカナダの有力な農機具商社「A. Harris, Sons & Company Ltd.」（1891年にアメリカの農機具会社と合併して、現在のマッセイ・ファーガソンの前身の会社の一つである）の創業一族で重役であった。父親が残した資産で、生涯、生活のことを心配する必要のない境遇であった。
1894年に父親が亡くなった後、家族とトロントに移り、ハリスはトロント大学などで学んだ。1904年から1908年の間はベルリンで学び、画家のアドルフ・シュラビッツ(Adolf Schlabitz)の美術学校やドイツ印象派の画家フランツ・スカルビナに学び、「ベルリン分離派」の展覧会などで、印象派やポスト印象派などの新しいヨーロッパ美術を吸収した。1908年にはオーストリア、イタリア、フランス、イギリスを旅し、トロントに戻った。
1908年にトロントに戻ると、1909年にトロントの芸術愛好クラブ(Arts and Letters Club of Toronto)に入会し、多くの知識人と付き合い、トロントの街の風景を描いた。
1911年に画家、イラストレーターのJ・E・H・マクドナルドと知り合い友人になった。2人でスケッチ旅行に行くようになり、1913年にはグスタフ・フィエスタッド(Gustaf Fjæstad)やヴィルヘルム・ハンマースホイといった北欧の印象派、表現主義の風景画家たちの展覧会を見学し、カナダと共通する自然環境を描いた風景画に関心を抱いた。1913年にモントリオールで働いていた画家のA・Y・ジャクソンをトロントで働くように招いた 。翌年、トロントの医師で美術愛好家のジェームス・マッカラムとトロントに共同スタジオの建物を建て、裕福でない画家に貸した。このスタジオではトム・トムソンらが活動した。
1918年と1919年には仲間の画家たちとオンタリオ州北部のアルゴマ地区で写生旅行をするためにスタジオとして使えるように特別な列車に改造する資金を提供し、モントリオール川流域やアガワ渓谷を訪れた。1920年にJ・E・H・マクドナルド、フランクリン・カーマイケル、A・Y・ジャクソン、フランク・ジョンストン、アーサー・リズマー、フレデリック・ヴァーリーと風景画画家のグループ「グループ・オブ・セブン」を結成し、グループ展を開いた。

1921年の秋にアルゴマ地区を越えてさらに北のスペリオル湖の北岸を訪れ、その後7年間、毎年訪れて作品を描いた。1930年には、海上警備の砕氷船の補給船に同乗してグリーンランドも訪れた。1931年の展覧会を最後に「グループ・オブ・セブン」の活動が終わると、メンバーの一部と新しい美術家集団「Canadian Group of Painters」を結成し初代の会長になった。
1910年に結婚し3人の子供がいたが、別の既婚の女性と恋愛関係になり、1934年に家庭を捨てて新しい妻とアメリカに移った。1940年にカナダのバンクーバーに戻り、そこで過ごし1970年に亡くなった。
没後にカナダ勲章が贈られた。